# François-Emmanuel-Judith-Louis Pinceloup de Morissure
François Emmanuel Judith Louis Pinceloup de Morissure, né le 4 janvier 1782 à Nogent-le-Rotrou et mort le 23 février 1859 dans cette même ville, était un homme politique français.

## Biographie
Il est le fils de Emmanuel-Antoine-René Pinceloup de Morissure, conseiller du roi, auditeur en la Chambre des comptes, aides et finances de Normandie, et de Louise Marguerite Le Sage du Mesnil-Hurel. Propriétaire à Nogent-le-Rotrou, il fut élu, le 10 mai 1815, représentant à la Chambre des Cent-Jours, par l'arrondissement de Nogent-le-Rotrou. Il n'eut qu'un rôle politique effacé et ne fit pas partie d'autres assemblées.
Il est le gendre de Jacques Guillier de Souancé.